# Hertha Töpper
Hertha Töpper (Graz, 19 aprile 1924 – Monaco di Baviera, 28 marzo 2020) è stata un contralto austriaco.

## Carriera
Hertha Töpper, figlia di un insegnante di musica, iniziò a studiare canto al conservatorio di Graz mentre era ancora al liceo. Nel 1945, iniziò la sua carriera all'Opera di Graz nel ruolo di Ulrica in Un ballo in maschera. Fu invitata alla prima edizione del Festival di Bayreuth dopo la seconda guerra mondiale nel 1951 per la rappresentazione del ciclo dell'anello di Wagner. Nello stesso anno, seguì la sua prima esibizione all'Opera di Stato della Baviera come Ottaviano ne Il cavaliere della rosa di Richard Strauss. Un anno dopo divenne un membro fisso e nel 1957 fece parte della prima mondiale dell'opera di Paul Hindemith, Die Harmonie der Welt. 
I suoi ruoli più significativi includono Dorabella in Così fan tutte, Fricka ne L'oro del Reno, Brangäne in Tristano e Isotta, Judith ne Il castello di Barbablù, fino al ruolo da protagonista in Carmen. Ha cantato in tutti i più grandi teatri lirici del mondo, come Londra, Vienna, Milano, Bruxelles, Amsterdam, Roma, Zurigo fino al Festival di Salisburgo e al Metropolitan Opera di New York. 
Oltre all'opera, Töpper era una cantante di fama mondiale di lieder e oratori. La sua collaborazione con Karl Richter nell'interpretazione di opere vocali di Johann Sebastian Bach divenne un punto di riferimento. 
Nel 1949, Töpper sposò il compositore Franz Mixa (1902–1994). Ha inoltre insegnato canto dal 1971 al 1981 alla scuola di musica di Monaco (oggi Hochschule für Musik und Theater München). 
È morta a Monaco nel 2020, qualche settimana prima di compiere 96 anni. 